# Alischirnevaia callirrhoa
Alischirnevaia callirrhoa är en fjärilsart som beskrevs av Edward Meyrick 1911. Alischirnevaia callirrhoa ingår i släktet Alischirnevaia och familjen vecklare. Inga underarter finns listade i Catalogue of Life.